# Lieux et monuments de Riga
 (mars 2025).
Si vous disposez d'ouvrages ou d'articles de référence ou si vous connaissez des sites web de qualité traitant du thème abordé ici, merci de compléter l'article en donnant les références utiles à sa vérifiabilité et en les liant à la section « Notes et références ».
Cet article liste des lieux et monuments de la ville de Riga en Lettonie

## Architecture

### Édifices religieux
- Église luthérienne de Bolderāja
- Cathédrale protestante
- Église du Christ
- Église de Jésus
- Église de Luther
- Église de la Croix
- Église de la Résurrection (lv)
- Église de Daugavgrīva
- Église de la Sainte-Trinité
- Église de Jaunciems (lv)
- Église de Mežaparks
- Nouvelle église Sainte-Gertrude
- Église Sainte-Gertrude
- Église Sainte-Catherine
- Église Saint-Jean
- Église Saint-Martin
- Église Saint-Paul
- Église Saint-Pierre
- Église réformée
- Église catholique de Bolderāja
- Cathédrale Saint-Jacques
- Église du Christ-Roi
- Église Notre-Dame-des-Douleurs
- Église Saint-Albert
- Église Sainte-Catherine
- Église Saint-François
- Église Saint-George (lv)
- Église Saint-Joseph
- Église Sainte-Marie-Madeleine
- Église de Tous-les-Saints
- Église de l'Annonciation
- Église de l'Ascension
- Église orthodoxe du Christ Sauveur (en)
- Église Saint-Michel-Archange
- Église orthodoxe de la Sainte Trinité de Riga
- Cathédrale de la Sainte-Trinité
- Cathédrale de la Nativité
- Église de la Révélation du Christ (en)
- Église Saint-Alexandre-Nevsky
- Église Saint-Jean-Baptiste
- Église Saint-Pierre-et-Saint-Paul
- Église Saint-Serge de Radonezh (lv)
- Église de Notre-Dame Très Sainte (en)
- Église de la Théotokos de Kazan (en)
- Maison de prière Grebenchtchikov
- Église anglicane du Christ Sauveur (Riga)
- Église Saint-Grégoire
- Synagogue de Riga
- Grande synagogue chorale de Riga

### Fortifications
- Fortifications de Riga
- Arsenāls (lv)
- Caserne de Jacob (lv)
- Porte suédoise (lv)
- Château de Riga
- Tour Ramer
- Tour Poudrière de Riga
- Citadelle (lv)

### Bâtiments officiels
- Hôtel de ville
- Maison des Têtes noires
- Grande Guilde
- Petite Guilde
- Maison de la Noble Corporation de Livonie
- Maison de la société Muses
- Bâtiment du couvent d'Eke
- Bourse de Riga (lv)

### Bâtiments résidentiels et de bureaux
- Trois Frères
- Skanstes virsotnes
- Centra Nams
- Maison du Chat
- Grand Palace Hotel
- Radisson Blu Hotel Latvija
- Gallery Park Hotel
- Manoir d'Anniņmuiža
- Hôtel de Saint-Pétersbourg
- Astra Lux
- Jupiter Centre
- Tour de la télévision lettone
- Panorama Plaza
- Maison de la presse
- Rietumu Capital Centre
- Siège de la Swedbank
- Solaris
- Tour du Ministère de l'Agriculture
- Zunda Towers
- Ambassade d'Allemagne
- Maison Danenštern (lv)
- Maison Reitern (lv)
- Maison Mentzendorff
- Maison Fītinghof (lv)

### Commerce
- Entrepôts rouges de Riga
- Marché central de Riga
- Marché d'Āgenskalns
- Galerija Centrs
- Dole
- Domina Shopping
- Galerie Azur (lv)
- Galerie Riga
- AKROPOLE Alfa
- Olimpia
- Ozols (lv)
- Origo
- Mols
- Bērnu pasaule (lv)
- Spice (lv)
- Titāniks (lv)[1]
- Rīga Plaza
- Marché de Vidzeme
- Marché de Kalnciema (lv)
- Marché de Mežciems (lv)
- Marché de Sarkanā kalniņa (lv)

### Sports
- Riga Arena
- Skonto Arena
- Stade Daugava
- Skonto Stadion
- Centre olympique Rimi (lv)
- Centre sportif Daugava (lv)

### Santé
- Centre d'ophtalmologie (lv)
- Maternité Gailezers (lv)
- Sanatorium pédiatrique Ogre (lv)
- Clinique pédiatrique
- Hôpital Linezers
- Clinique Paula Stradins
- Hôpital Rīgas 1.
- Hôpital Rīgas 2.
- Hôpital universitaire de l'Est de Riga
- Maternité de Riga
- Centre psychiatrique et narcologique
- Hôpital  de traumatologie et d'orthopédie
- Hôpital universitaire de l'Est de Riga
  - Hôpital Gaiļezers
  - Centre d'oncologie
  - Hôpital Biķernieki (lv)
  - Centre d'infectiologie
  - Centre de pneumologie (lv)
  - Centre de pathologie

### Transports
- Port de Riga
- Terminal de passagers
- Aéroport international
- Métro de Riga
- Tramway de Riga
- Trolleybus de Riga
- Gare centrale
- Gare routière internationale
- Pont ferroviaire
- Pont Gaisa (lv)
- Pont Vanšu
- Pont de pierre
- Pont Brasas (lv)
- Pont Dienvidu
- Pont Dzelzceļa
- Pont Jorģis Zemitāns
- Pont Peldošais (lv)
- Pont Salu
- Pont Slāvu
- Pont Valdemāra (lv)
- Pont de Zemgale (lv)
- Pont Augusta Deglava

### Autres
- Ghetto de Riga
- Horloge Laima
- Palais des congrès de Riga
- Monument de la Liberté
- Centrale thermique TEC-2
- Centrale thermique TEC-1 (lv)
- Tour TV Riga
- Phare de Daugavgrīva
- Camp de concentration de Riga-Kaiserwald
- Monument aux libérateurs de Riga

## Espaces urbains

### Rues
- Zigfrīda Annas Meierovica bulvāris
- Alberta iela
- Aspazijas bulvāris
- Elizabetes iela
- Brīvības iela
- Augusta Deglava iela
- Brīvības iela
- Kronvalda bulvāris
- Raiņa bulvāris
- Kokneses prospekts
- Kāpu prospekts
- Siguldas prospekts
- Meža prospekts
- Uzvaras bulvāris
- Rue Saint-Jean
- Baznīcas iela
- Kalpaka bulvāris
- Anniņmuižas bulvāris
- Kaļķu iela
- Kurzemes prospekts
- Krišjāņa Barona iela
- Lāčplēša iela
- Jūrmalas gatve
- Marijas iela
- Krišjāņa Valdemāra iela
- Aleksandra Čaka iela (lv))
- Ieriķu iela (lv)
- Autoroute de Daugavgrīva
- Maskavas iela
- Piste cyclable Centrs—Berģi (lv)
- Route A5
- Route A6
- Route A7
- Route A8
- Route A10
- Route P4

### Parcs et places
- Rātslaukum
- Doma laukums
- Līvu laukums
- Stacijas laukums
- Esplanade
- Parc d'Arcadie
- Canal de verdure
- Parc Kronvald
- Parc de la Victoire
- Cimetière de Torņakalns
- Grand cimetière de Riga
- Cimetière Rainis
- Biķernieki
- Cimetière boisé de Riga
- Šmerlis
- Jardin botanique de l'Université
- Jardin de Wöhrmann
- Lucavsala
- Dzegužkalns
- Parc Bastejkalns (en)
- Parc zoologique

## Nature

### Lacs, rivières
- Lac Jugla
- Canal de Jugla
- Canal Zunds
- Bābelītis (lv)
- Dambjapurva ezers
- Gaiļezers
- Rivière Jugla
- Ķengaraga dīķis (lv)
- Ķīšezers
- Linezers
- Māras dīķis (lv)
- Velnezers
- Audupe (lv)
- Bieķengrāvis (lv)
- Bišumuižas grāvis (lv)
- Buļļupe
- Daugava
- Dreiliņupīte (lv)
- Hapaka grāvis
- Kīleveina grāvis (lv)
- Langa
- Lielupe
- Canal Loču
- Mārupīte
- Mazā Jugla
- Mīlgrāvis
- Piķurga
- Pilsētas kanāls
- Réservoir de Riga

### Îles
- Bieķensala (lv)
- Buļļu sala
- Kazas sēklis (lv)
- Klīversala (lv)
- Kojusala (lv)
- Krūmiņsala (lv)
- Kundziņsala
- Ķīpsala
- Lībiešu sala (lv)
- Lucavsala
- Mazā Vējzaķsala (lv)
- Milestības saliņa
- Mūkusala (lv)
- Rutku sala (lv)
- Sniķera sala (lv)
- Sudrabsaliņa (lv)
- Šlotmakera sala (lv)
- Vējzaķsala (lv)
- Vīberta sala (lv)
- Zaķusala

## Culture

### Éducation
- Lycée français de Riga
- Lycée de design et d'art (lv)
- Université de Lettonie
- Université technique de Riga
- Université Stradiņš
- École supérieure d'économie et de culture (lv)
- Académie internationale balte
- Institut des Transports et des Télécommunications
- École Supérieure de Gestion et des Systèmes d'Information
- Académie de musique de Lettonie
- Académie des beaux-arts de Lettonie
- Académie des sciences de Lettonie
- École de musique Jāzeps Mediņš (lv)
- Institut universitaire de biologie (lv)

### Musées
- Musée de l'histoire ferroviaire letton
- Musée des arts étrangers
- Musée ethnographique de plein air de Lettonie
- Musée juif de Lettonie
- Musée national d'histoire de Lettonie
- Musée national des arts de Lettonie
- Tour Poudrière de Riga
- Motormusée de Riga
- Musée des beaux-arts Arsenāls (en)
- Musée de l'occupation de la Lettonie
- Musée Pauls Stradiņš (lv)
- Musée d'histoire et de la navigation (lv)
- Musée d'art de la Bourse de Riga
- Musée des Arts Décoratifs et du Design (lv)
- Musée de la porcelaine (lv)
- Musée de la Pharmacie (lv)
- Musée letton des sports (lv)
- Musée letton de la photographie (lv)
- Musée du cinéma (lv)
- Musée des bijoux baltes anciens
- Musée letton de la guerre (lv)
- Musée Ojāra Vācieša (lv)
- Musée Jānis Akuraters (lv)

### Autres
- Théâtre National de Lettonie
- Opéra national de Lettonie
- Bibliothèque nationale de Lettonie
- Théâtre Dailes
- Théâtre de marionnettes de Lettonie
- Nouveau théâtre de Riga
- Théâtre russe de Riga
- Festival de cinéma Arsenāls
- Palais de la Culture et de la Science
- Bibliothèque académique (lv)